# سید ولی‌الله نصر
سیّد ولی‌الله نصر (۱۲۵۷–۱۳۲۴) طبیب و فیلسوف دوران معاصر و عضو نخستین دورهٔ مجلس شورای ملی، معاون دانشگاه تهران، عضو فرهنگستان ایران، رئیس دانشکدهٔ ادبیات و علوم انسانی و دانشکدهٔ علوم دانشگاه تهران و از تنظیم‌کنندگان قانون اساسی مشروطه و متمم آن بود.

## خانواده
خاندان نصر یکی از خاندان فعال در امور دانشگاهی و فلسفه هستند که از این جمله می‌توان به نصرالاطباء کاشی، سید حسین نصر، ولی‌رضا نصر اشاره کرد. مادر وی دختر شیخ فضل‌الله نوری بود.
او در سال ۱۲۵۷ در کاشان به دنیا آمد و پس از آموختن مقدمات دروس رایج آن زمان در سن ۱۲ سالگی به تهران و مدرسه دارالفنون آمده و به تحصیل در رشته پزشکی پرداخت و به اخذ مدرک دکترا در این رشته نائل شد. او همچنین در رشته‌های علم حقوق و فلسفه و حکمت و ادبیات عربی و معارف اسلامی نیز معلومات خود را تکمیل نمود

## فعالیت‌های علمی و اداری
دکتر نصر پس از فارغ‌التحصیلی، در مدرسهٔ دارالفنون به امر تدریس و در دادگستری به سمت قضائی مشغول شد. پس از صدور مشروطه، از طرف صنف اصناف به وکالت نخستین دورهٔ مجلس شورای ملی برگزیده شد و در تدوین قانون اساسی مشروطه و متمم آن فعالیت کرد.
پس از پایان دورهٔ نخست مجلس شورای ملی به سمت معاونت عدلیه (دادگستری) منصوب شد و کفالت وزارت دادگستری را نیز بر عهده داشت. مدتی نیز ریاست مدرسهٔ عالی علوم سیاسی و مدرسهٔ طب با دکتر نصر بود. او از سال ۱۳۰۰ تا پایان عمر سِمَتِ مدیرکلیِ وزارت معارف (فرهنگ) را برعهده داشت و در برخی موارد نیز مسئولیت سرپرستی وزارتخانه با او بود.
پس از تشکیل دانشگاه تهران به معاونت آن دانشگاه منصوب شد و مدتی نیز ریاست دانشکده‌های ادبیات و علوم دانشگاه تهران را عهده‌دار شد.
او سرانجام در سال ۱۳۲۴ بر اثر حادثهٔ تصادف با دوچرخه‌سوار درگذشت. در زمان فوت، ریاست دانشکدهٔ پزشکی دانشگاه تهران با او بود.

## تألیفات
- جغرافیای اقتصادی عالم
- جغرافیای طبیعی و سیاسی کامل ایران
- حیوان‌شناسی
- مجموعه مقالات دانش و اخلاق